# (3359) Purcari
(3359) Purcari es un asteroide perteneciente al cinturón de asteroides, descubierto el 13 de septiembre de 1978 por Nikolái Stepánovich Chernyj desde el Observatorio Astrofísico de Crimea (República de Crimea).

## Designación y nombre
Designado provisionalmente como 1978 RA6. Fue nombrado Purcari en homenaje a la región Purcari de Moldavia.